# 鄉巴佬 (美國)
乡巴佬是一個通常含貶義的稱謂，指居住在美國山區農村尤其是阿巴拉契亞山脈地區的人。隨著人們在大蕭條期間遷出該地區，這個詞隨之向北和向西傳播。
阿巴拉契亞山脈在18世紀由主要來自英格蘭、蘇格蘭低地和愛爾蘭阿爾斯特省的定居者定居。來自阿爾斯特的定居者主要是新教徒，他們在17世紀阿爾斯特種植園期間從低地蘇格蘭和英格蘭北部遷移到愛爾蘭。許多人從1730年代開始進一步遷移到美洲殖民地，在美國被稱為蘇格蘭-愛爾蘭人，這個詞是不準確的，因為他們也是北英格蘭血統。
“鄉巴佬”一詞在美國內戰之後的幾年中傳播開來。此時，美國在技術和社會上都在發展，但阿巴拉契亞地區卻落後了。戰前，阿巴拉契亞與該國其他農村地區沒有明顯區別。戰後，雖然邊境向西推進，但該地區保持了邊境特徵。阿巴拉契亞人本身被認為是落後的，容易暴力，並且在孤立中近親繁殖。在1880年代哈特菲爾德和麥考伊夫婦之間山地爭鬥的新聞報導的推動下，鄉巴佬的刻板印象在19世紀末至20世紀初發展起來。
“經典”鄉巴佬的刻板印象在大蕭條，阿巴拉契人向外遷移的時期，大約從1930年代到1950年代，許多山區居民向北遷移到美國中西部工業城市芝加哥、克利夫蘭、阿克倫和底特律，因此以前孤立的社區開始重新融入美國主流文化。